# Aguadilla
Aguadilla ist eine Stadt im Nordwesten Puerto Ricos.

## Geografie

### Geografische Lage
Aguadilla liegt an der Atlantik-Küste der Insel, nördlich von Aguada und Moca, westlich von Isabela.

### Geologie
Aguadilla ist geprägt vom Fluss Culebrinas und dem Jaicoa-Gebirge.

### Stadtgliederung
Guánica erstreckt sich über 18 Stadtbezirke.
| - Aguacate - Aguadilla Pueblo - Arenales - Borinquen - Caimital Alto - Caimital Bajo | - Camaceyes - Ceiba Alta - Ceiba Baja - Corrales - Guerrero - Maleza Alta | - Maleza Baja - Montaña - Palmar - Ramey - San Antonio - Victoria |

## Geschichte
Das heutige Stadtgebiet von Aguadilla gehörte einst zu Aguada, das sich 1780 selbstständig machte. Schon lange vor 1770 existierte in Higüey ein Dorf, das Fray Iñigo Abbot in seiner Beschreibung der Insel 1776 als die „neue Stadt von San Carlos Aguadilla“ bezeichnete. Jedoch wurde die Stadt nach Angaben von Agustín Stahl in dessen Werk Foundation of Aguadilla erst 1780 offiziell gegründet. 1775 begann man mit dem Bau einer neuen Kirche und den Bestrebungen um die Unabhängigkeit von Aguada.
Die Bevölkerung wuchs wegen des exzellenten Hafens und der strategischen Lage konstant. Als Santo Domingo 1776 erstmals unabhängig wurde, emigrierten die loyalen Spanier nach Puerto Rico und v. a. nach Aguadilla, was zu einem signifikanten Bevölkerungswachstum führte. Laut Don Pedro Tomás de Córdova gehörte Aguadilla 1831 zu Aguada und war folgendermaßen organisiert: Pueblo Norte (Nordstadt), Pueblo Sur (Südstadt), Ceiba Alta, Ceiba Baja, Montaña, Malezas, Aguacate, Dos Palmas, Camaseyes, Plainela, Borinquen, Arenales, Higüey, Corrales, Victoria und Mangual.
Córdova erwähnte die Straße von Aguadilla, die durch den Punkt von Borinquen und den von San Francisco gebildet wird, als „Fordeadero der Schiffe, die von Europa nach Havanna oder Mexiko reisen“. Der „Hafen ist der meistfrequentierte der Insel wegen seiner Proportionen, die er allen Arten von Schiffen bietet“.
1860 wurde Aguadilla offiziell zur Village erklärt und einige Jahre später das Zentrum des dritten Departements, das die Gemeinden Aguada, Isabela, Lares, Moca, Rincon und San Sebastian umfasste. Im Januar 1841 transferierte ein königlicher Befehl die Judikative von Aguada nach Aguadilla.
1878 hatte sich die territoriale Organisation laut Don Manuel Ebeda y Delgado leicht geändert. Plainela, Higüey und Mangual werden nicht erwähnt und Dos Palmas als Palmar bezeichnet; Guerrero, Caimital Alto und Caimital Bajo kommen neu hinzu. Diese Organisation hatte auch nach dem Machtwechsel 1898 Bestand. Beim Zensus 1899 ist Downtown Aguadilla jedoch in Higüey, Iglesia, Nueva, Santa Barbara und Tamarindo unterteilt und Malezas in Maleza Alta und Maleza Baja. Bei der Erstellung einer Karte annektierte das Puerto Rico Department of Planning 1948 Higüey und Teile von Caimital Alto zu Downtown Aguadilla.

### Ramey
Fünf Jahrzehnte lang befand sich der US-Luftwaffenstützpunkt Ramey in Aguadilla. In dieser Zeit befand sich hier der mit B-52ern ausgestattete Strategic Air Command 72d Bombardment Wing als strategischer Punkt im Kalten Krieg.
1973 wurde die Infrastruktur dem Commonwealth Puerto Rico übergeben. Aus dem Luftwaffenstützpunkt wurde der zivile Flughafen Rafael Hernandez, in den ehemaligen Baracken befinden sich Hotels und Konferenzräume.

### San Antonio
Die Anfänge von San Antonio, als 60 Familien den Ort Bajura de Vadi bildeten. Nach der Zerstörung durch einen Tsunami infolge des Erdbebens von 1918 entschied man sich, den Ort in einem höher gelegenen und von der Küste entfernten Gelände neu aufzubauen. Der Aufschwung wurde gestoppt, als die Regierung entschied, an diesem Ort den Luftwaffenstützpunkt Ramey zu errichten. Heute leben rund 10.000 Menschen in San Antonio.

### Zugunglück 1944
In den frühen Morgenstunden des 7. November 1944 kam es in Aguadilla zum schwersten Zugunglück in der Geschichte Puerto Ricos, als ein Zug auf dem Weg von San Juan nach Ponce am Hügel Cuesta Vieja entgleiste. 16 Passagiere starben bei dem Unfall und 50 weitere wurden verletzt.

### Hymne
Die Hymne Playita Aguadillana wurde von Rafael Hernández Marín verfasst.
Aguadilla Querida,

Barrio del Tamarindo

cueva de golondrinas

cuajadita de nidos,

donde las piedras cantan

junto a los Tres Amigos

y el Cerro de las Amigas

es un mudo testigo.

Somos por ti boricuas

y por tus playas

fue donde llegó la vida

a nuestro bello Edén.

Mi playita aguadillana

nadie podrá olvidar

que por ti es que

se llama Borinquen,

Borinquen, la islita

más hermosa

del antillano mar.

## Kultur und Sehenswürdigkeiten

### Bauwerke
Das Rathaus wurde 1918 nach einem Erdbeben neu gebaut. Weitere Sehenswürdigkeiten sind das Banyan-Baumhaus, der Brunnen Campanitas de Cristal, die Kathedrale San Carlos Barromeo, das Monumente für Kolumbus (mit einem Marmorkreuz), die Fischer und Rafael Hernández, der Paseo Miguel Garcia Mendez, der Leuchtturm Punta Borinquen und das alte Gerichtsgebäude.

### Parks
In Aguadilla kann man im Cristobal Colón Park und im Youth Fountain Juan Ponce de Leon Park, in El Merendero und El Parterre sowie am Old Sugar Pier flanieren.

### Naturdenkmäler
Aguadilla bietet mehrere Strände (Crash Boat, La Ponderosa, La Poza, La Saldinera, Surfer’s Beach, Tamarindo, Wilderness), die bei Surfern sehr beliebt sind und 1968 und 1988 schon Austragungsort von Weltmeisterschaften waren.

### Sport
Die Erstliga-Volleyballerinnen der Aguadilla Divas tragen ihre Heimspiele im Luis T. Diaz Coliseum in Downtown Aguadilla aus. Außerdem gibt es in der Stadt zwei Baseball-Mannschaften der ersten Liga; die Parque Colón und die Aguadilla Sharks, die ihre Heimspiele im Luis A. Canera Marquez Stadium austragen. Viele bekannte Baseball-Spieler stammen aus dieser Stadt.
Für Freizeitsportler bieten sich der ursprünglich für Eisenhower errichtete Golfplatz Punta Borinquen, die Eislauf-Arena und der Wasser-Park Las Cascadas an.

### Regelmäßige Veranstaltungen
- Velorio de Reyes (Januar)
- Festival de la Chiringa (April)
- Fiestas San Antonio (April)
- Verbena de Corrales (Mai)
- Festival Playero (Juni)
- Festival del Atún (Juli)
- Festival de la Música (Juli)
- Fiestas Patronales San Carlos (Oktober)

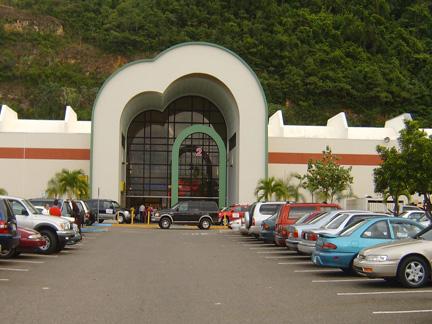
Eingang des Einkaufszentrums

## Wirtschaft und Infrastruktur

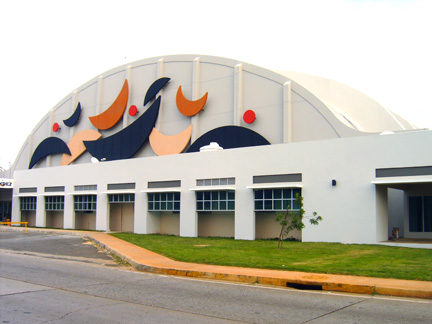
Rafael Hernández International Airport

Aguadilla war einst eine von der Fischerei geprägte Stadt, aber heutzutage findet man hier immer mehr Industriebetriebe, u. a. im San Antonio Technologie-Park. Die Industrie hat das Pro-Kopf-Einkommen drastisch erhöht und eine robuste Mittelschicht ermöglicht. Die Industrie konzentriert sich auf den Industrie-Park Montaña und Camaseyes. Durch den Bau der Einkaufszentrums florierte der Einzelhandel. Außerdem sind mehrere große Banken in Aguadilla vertreten.

### Verkehr
In Aguadilla befindet sich der internationale Flughafen Rafael Hernández.

### Medien
Aguadilla ist der Sitz von fünf TV-Sendern: WOLE-TV Telemundo 12, der ABC-Sender WPRU-LP, der The-CW-Sender WSJP-LP, der Fox-Sender WSJX-LP und der religiöse Sender WELU. Außerdem sendet hier der Radio-Kanal WABA AM.

### Bildung
In Aguadilla gibt es 16 Grund-, fünf Sekundarschulen und drei Highschools, die größtenteils vom Puerto Rico Department of Education geleitet werden. Aguadilla ist auch die Zentrale des Head Start Program für Aguadilla, Aguada, Moca, Rincon und San Sebastian und beherbergt einige private Institutionen.
Für die höhere Bildung gibt es mehrere Universitäten:
- University of Puerto Rico - Aguadilla Campus
- UniTech
- Inter-American University of Puerto Rico - Aguadilla Campus
- La Reine Institute of Cosmetology & Esthetics
- Metropolitan University - Aguadilla Campus
- Automeca Technical College
- Century College

Das US Job Corps - Aguadilla Chapter ermöglicht ebenfalls einen Zugang zur Bildung.
Im Bezirk San Antonio gibt es eine Bücherei und in Downtown Aguadilla entsteht eine weitere.

## Persönlichkeiten

### Söhne und Töchter der Stadt
- Placido Acevedo (1904–1974), Trompeter, Orchesterleiter und Komponist
- Sophy (* 1950), Sängerin
- Agustín Stahl (1842–1917), Wissenschaftler
- Angelo Medina (* 1956), Musikmanager
- Carmen Gómez Tejera (1890–1974), Professor
- Rafael Hernández Marín (1891–1965), Komponist
- Carlos Delgado, Baseball-Spieler
- Luis A. „Canena“ Marquez (1925–1988), Baseball-Spieler
- Jerome Mincy (* 1964), Basketball-Spieler
- José de Diego (1866–1918), Dichter
- José de Jesús Esteves (1881–1918), Dichter
- Manuel Méndez Ballester (1909–2002), Journalist
- María Bibiana Benítez (1783–1875), erste puerto-ricanische Dichterin
- Melba Ramos (* 1987), Sopranistin
- Miguel A. García Méndez (1902–1998), Geschäftsmann
- Monserrate Deliz (1896–1969), Professor
- Narciso Figueroa (1906–2004), Musiker
- Pablo Fernández Badillo, Komponist und Schriftsteller
- Manny Montes (* 1981), Komponist und Sänger
- Rafael Alers (1903–1978), Danza-Komponist, erster Puerto Ricaner, der ein Hollywood-Musical komponierte
- Rafael Hernández Marín (1892–1965), Komponist und Sänger
- William Menking (1947–2020), US-amerikanischer Architekt, Autor und Architekturhistoriker
- Rafael del Valle (* 1967), Arzt
- Albert Grajales, Martial-Arts-Künstler
- Diabolico Wrestler
- Crazy Rudy, Wrestler